# Handzlówka
Handzlówka est une localité polonaise de la gmina et du powiat de Łańcut en voïvodie des Basses-Carpates.
En 2021, la localité compte 1524 habitants.